# انصاف رشدی
انصاف رشدی (زادهٔ ۱۸ نوامبر ۱۹۰۷) بازیگر و خواننده مصری است. وی یکی از خواهران رشدی و خواهر کوچکتر فاطمه رشدی بازیگر مشهور مصری است. انصاف هنر سینما را نزد استاد نجیب ریحانی آموخت.